# Jiřina Ptáčníková
Jiřina Ptáčníková (poročena Svobodová), češka atletinja, * 20. maj 1986, Plzeň, Češkoslovaška.
Nastopila je na poletnih olimpijskih igrah v letih 2012 in 2016, leta 2012 je osvojila šesto mesto v skoku ob palici. Na svetovnih dvoranskih prvenstvih je osvojila srebrno medaljo leta 2014, na evropskih prvenstvih pa naslov prvakinje leta 2012.